# Capoeta angorae
Capoeta angorae är en fiskart som först beskrevs av Hankó 1925.  Capoeta angorae ingår i släktet Capoeta och familjen karpfiskar. IUCN kategoriserar arten globalt som otillräckligt studerad. Inga underarter finns listade.